# Чемпіонат України з футболу серед жінок 2024—2025: перша ліга
Чемпіонат першої ліги України з футболу 2024—2025 року серед жінок — 15-й чемпіонат першої ліги України з футболу, що проводиться серед жіночих колективів.
Змагання проходять в два етапи. На першому команди було розбито на дві групи за територіальною ознакою, а на другому етапі по дві найкращих команди з кожної групи змагаються між собою на стадії плей-оф.

## Регламент змагань
У змаганнях беруть участь 15 команд. Змагання проходять у два етапи:
Груповий етап. Чемпіонат першої ліги проводиться у два кола за коловою системою — на своєму полі та на полі суперника у двох групах А та Б.
Фінальний етап. По дві кращі команди з групи «А» і «Б» виходять до стадії плей-оф за визначення призерів Першої ліги: півфінальні матчі (А1-Б2, Б1-А2), згодом фінал та матч за 3 місце.
За підсумками турнірної таблиці першої ліги сезону 2024-2025 років команда, яка посіла перше місце, здобуває право підвищитися у класі та грати серед жіночих клубів вищої ліги сезону 2025-2026 років.
Команди, що посядуть 10 та 11 місця в елітному дивізіоні та команди, що здобудуть 2 та 3 місця у першій лізі, беруть участь в перехідних матчах плей-оф за право участі в вищий ліги сезону 2025-2026 років. Етап плей-оф складається з двох матчів — вдома та на виїзді (10В-3П, 11В-2П).
У випадку, якщо декілька команд набрали однакову кількість очок, місця у турнірній таблиці визначаються за такими критеріями:
1. Більша кількість набраних очок в особистих зустрічах між цими командами.
2. Краща різниця забитих і пропущених м’ячів в особистих зустрічах.
3. Більша кількість забитих м’ячів в особистих зустрічах.
4. Краща різниця забитих і пропущених м’ячів в усіх матчах.
5. Більша кількість забитих м’ячів в усіх матчах.

## Учасники
Склад учасників:
Група А
| Команда                | Населений пункт  | Стадіон                                               |
| ---------------------- | ---------------- | ----------------------------------------------------- |
| ДЮСШ № 1               | Хмельницький     | «Поділля» ДЮСШ № 1                                    |
| «Ладомир-2»            | Володимир        | «Олімп»                                               |
| «Минай»                | с. Минай         | «Минай-Арена» «Авангард» (тренувальне поле) (Ужгород) |
| «Надбужжя»             | Буськ            | Буської ДЮСШ                                          |
| «Погорина»             | Костопіль        | НТБ «Верес» (Рівне) «Колос»                           |
| «Прикарпаття-ДЮСШ № 3» | Івано-Франківськ | «Рух»                                                 |
| «Рух»                  | Львів            | НТБ «Рух» (Винники)                                   |

Група Б
| Команда      | Населений пункт | Стадіон                                                        |
| ------------ | --------------- | -------------------------------------------------------------- |
| «Атекс»      | Київ            | «Русанівець»                                                   |
| ДЮСШ «Поділ» | Київ            | «Поділ-Арена» «Темп»                                           |
| «Жайвір»     | Шпола           | «ЛНЗ-Арена» (с. Лебедин)                                       |
| «Лідер»      | Кобеляки        | «Колос»                                                        |
| «Маріуполь»  | Маріуполь       | «Темп» (Київ) «Русанівець» (Київ) ОФК ім. І. Піддубного (Київ) |
| «Панчоха»    | с. Новий Завод  | «Авангард» (Звягель)                                           |
| «Полісся-2»  | Житомир         | «Спартак-Арена»                                                |
| «Юність»     | Чернігів        | «Юність»                                                       |

## Перший етап

### Група А

#### Турнірна таблиця
| М | Команда                | І  | В  | Н | П  | РМ    | О  |
| - | ---------------------- | -- | -- | - | -- | ----- | -- |
| 1 | «Минай»                | 12 | 11 | 0 | 1  | 47−1  | 33 |
| 2 | «Погорина»             | 12 | 8  | 3 | 1  | 16−5  | 27 |
| 3 | ДЮСШ № 1               | 12 | 6  | 2 | 4  | 12−12 | 20 |
| 4 | «Надбужжя»             | 12 | 4  | 3 | 5  | 16−20 | 15 |
| 5 | «Ладомир-2»            | 12 | 5  | 0 | 7  | 15−21 | 15 |
| 6 | «Прикарпаття ДЮСШ № 3» | 12 | 3  | 2 | 7  | 10−19 | 11 |
| 7 | «Рух»                  | 12 | 0  | 0 | 12 | 5−43  | 0  |

### Група Б

#### Турнірна таблиця
| М | Команда      | І  | В  | Н | П  | РМ    | О  |
| - | ------------ | -- | -- | - | -- | ----- | -- |
| 1 | «Юність»     | 14 | 12 | 1 | 1  | 39−7  | 37 |
| 2 | «Маріуполь»  | 14 | 11 | 0 | 3  | 51−16 | 33 |
| 3 | «Атекс»      | 14 | 9  | 0 | 5  | 30−22 | 27 |
| 4 | «Лідер»      | 14 | 6  | 1 | 7  | 41−31 | 19 |
| 5 | ДЮСШ «Поділ» | 14 | 5  | 3 | 6  | 24−20 | 18 |
| 6 | «Полісся-2»  | 14 | 5  | 0 | 9  | 20−31 | 15 |
| 7 | «Жайвір»     | 14 | 3  | 3 | 8  | 8−21  | 12 |
| 8 | «Панчоха»    | 14 | 1  | 0 | 13 | 10−75 | 3  |

## Фінальний етап
|  | Півфінали | Півфінали   | Півфінали |  |  | Фінал                 | Фінал                 | Фінал                 |
|  |           |             |           |  |  |                       |                       |                       |
|  | 1А        | «Минай»     | 3         |  |  |                       |                       |                       |
|  | 2Б        | «Маріуполь» | 2         |  |  |                       |                       |                       |
|  |           |             |           |  |  | 1А                    | «Минай»               | 1                     |
|  |           |             |           |  |  | 2А                    | «Погорина»            | 2                     |
|  | 2А        | «Погорина»  | 1         |  |  |                       |                       |                       |
|  | 1Б        | «Юність»    | 0         |  |  | Поєдинок за 3-є місце | Поєдинок за 3-є місце | Поєдинок за 3-є місце |
|  |           |             |           |  |  |                       |                       |                       |
|  |           |             |           |  |  | 2Б                    | «Маріуполь»           | 2                     |
|  |           |             |           |  |  | 1Б                    | «Юність»              | 0                     |

## Найкращі бомбардирки
| Місце | Гравець                | Клуб        | Голи |
| ----- | ---------------------- | ----------- | ---- |
| 1     | Каріна Леспух          | «Минай»     | 27   |
| 2     | Валерія Літус          | «Лідер»     | 12   |
| 3     | Олександра Калітинська | «Атекс»     | 12   |
| 4     | Ганна Воскобойник      | «Лідер»     | 11   |
| 5     | Поліна Полухіна        | «Маріуполь» | 11   |